# Коломоец, Виктор Николаевич
Виктор Николаевич Коломоец (16 марта 1969, Кременчуг) — советский и украинский волейболист, родился Мастер спорта СССР международного класса по волейболу. В 1989 году стал чемпионом молодёжного чемпионата мира в составе сборной СССР. Также он был серебряным призёром чемпионата СССР в 1991 году и чемпионом СССР в 1992 году в составе донецкого «Шахтёра». Рост 200 см.

## Международная карьера
В 1989 году стал чемпионом мира среди молодёжных команд в составе сборной СССР на турнире в Афинах, Греция. В финале команда обыграла сборную Японии со счётом 3:1.
| Годы      | Клуб              | Страна              |
| --------- | ----------------- | ------------------- |
| 1986-1992 | Шахтёр (Донецк)   | СССР / 🇺🇦Украина    |
| 1997-1997 | Азот (Черкассы)   | 🇺🇦Украина           |
| 1993-1993 | Стирол (Горловка) | 🇺🇦Украина           |
| 1991-1992 | Kuipers Zwolle    | 🇳🇱Нидерланды        |
| 1994-1995 | Düren             | 🇩🇪Германия          |
| 1997-1998 | Аль-Иттихад       | 🇸🇦Саудовская Аравия |

## После завершения карьеры
В 2002 году, завершив профессиональную карьеру, вернулся в Кременчуг и присоединился к местной команде «Кварц», с которой стал чемпионом Полтавской области. Виктор является тренером волейбольной команды Кременчугского национального университета имени Михаила Остроградского и активно организует и проводит волейбольные соревнования как на уровне области, так и по всей Украине.

## Достижения
- Чемпион мира среди молодёжи: 1989 (в составе сборной СССР)
- Победитель международного турнира в Антверпене (Бельгия): 1990 (в составе «Шахтёра» Донецк)
- Чемпион СССР: 1992 (в составе «Шахтёра» Донецк)
- Серебряный призёр чемпионата СССР: 1991 (в составе «Шахтёра» Донецк)
- Мастер спорта СССР международного класса
- Чемпион Спартакиады СССР: 1989

## Семья
- жена — Коломоец Татьяна
- сын — Коломоец Алексей
- дочь — Анна Каренина (Anna K)